# 森羅万象 (俳優)
森羅 万象（しんら まんぞう、1959年5月20日 - ）は、日本の俳優、ナレーター。映画、Vシネマ、ピンク映画を中心に出演している。立教大学時代の同期生で友人である冨樫森監督映画への出演も多い。
2021年6月17日、ピンク映画ベストテン2020において桃熊主演男優賞を受賞。

## 主な出演作品

### 映画
- 斬り込み（1995年2月8日、福岡芳穂監督）
- 極道戦国志 不動（1996年、三池崇史監督）
- うなぎ（1997年、今村昌平監督）
- HANA-BI（1998年、北野武監督、第54回ヴェネツィア国際映画祭金獅子賞受賞） - 東条に銃で頭を撃たれるヤクザ 役
- 五条霊戦記 GOJOE（2000年、石井聰亙監督） - 居平 役
- DEAD OR ALIVE 2 逃亡者（2000年、三池崇史監督） - トシ兄 役
- 非・バランス（2001年、冨樫森監督） - ヤクザ 役
- 修羅の群れ（2002年2月16日、辻裕之監督） - 三代目山賀組組長田城正雄葬式  葬儀委員長稲原龍二（初代稲原会会長）挨拶代読 役
- 荒ぶる魂たち（2002年） - 部長 役
- 星に願いを。（2003年、冨樫森監督）
- 十八歳、制服の胸元（2003年、国沢実監督） - 川辺 役[3]
- 人斬り銀次（2003年、宮坂武志監督）
- HEAT -灼熱-（2004年、横井健司） - 朴 役
- 鉄人28号（2005年、冨樫森監督）
- 捨て犬（2005年）
- 援助交際撲滅運動（鈴木浩介監督） - オヤジ 役
- 幻覚（2005年、宮坂武志監督）
- デコトラ・ギャル 奈美（2008年、城定秀夫監督） - デコトラ集団BEARSの大将 役
- 静かなるドン 新章 Vol.1（2009年、クロックワークス、城定秀夫監督） - 新鮮組貸元 肘方年坊 役
- 静かなるドン 新章 Vol.2（2009年、クロックワークス、城定秀夫監督） - 新鮮組貸元 肘方年坊 役
- 実写版18倫（2009年） - 池内倫子の父 役
- 女子高生ゾンビ（2010年）
- アメイジング グレイス〜儚き男たちへの詩〜（2011年） - 滝本和英 役[4]
- ガチバン SUPER MAX（2012年）
- とびだせ新選組!（2013年）
- おしん（2013年）
- 連れ込み妻 夫よりも…激しく、淫靡に（2014年3月5日、Xces Film） - 加瀬 役[5]
- アイアンガール ULTIMATE WEAPON[6]（2015年） - チュウ博士 役
- 表と裏（2015年）
- 極道大戦争（2015年、三池崇史監督）
- 痴漢電車 淫コースは夢いっぱい!（2016年、小山悟監督）
- 巨乳水着未亡人 悩殺熟女の秘密の痴態（2016年、清水大敬監督）
- 静寂に抱かれる女（2016年、山内大輔監督） - 佐藤 役
- よみがえりの島（2016年、山内大輔監督） - 矢木澤 役
- 民暴（2016年、貝原クリス亮監督） - 刑事 役
- 弱腰OL 控えめな腰使い（2016年12月16日、オーピー映画） - 喫茶店マスター 役[7]
- 私みたいな女（2017年、山内大輔監督） - 杉田 役
- 未亡人下宿? 谷間も貸します（2017年1月13日、オーピー映画） - 鮫島権造 役[8]
- サイコウノバカヤロウ（2017年7月3日） - 福田治郎 役

- 愛憎の嵐 引き裂かれた白下着（2017年6月16日、オーピー映画） - 八尋 役[9]
- ムーンロードセレナーデ[10]（2018年、竹洞哲也監督）
- ヤーニンジュの島（2018年、山内大輔監督） - 三沢 役
- いつかのナツ[11]（2018年、竹洞哲也監督） - 木本仁志（夏の祖父） 役
- 親父が愛した男たち（2018年8月8日、オーピー映画） - 勇 役[12]
- スナックあけみ 濡れた後には福来たる（2018年12月14日、オーピー映画） - 三沢（スナックあけみ常連客） 役
- かちんこ! ―平成任侠外伝―（2018年12月26日、オーピー映画） - 八尾の朝ッ吉 役
- 若妻トライアングル ぎゅっとしめる（2019年7月19日、オーピー映画） - 三沢 役[13]
  - まりかマリカまりか（2019年8月28日、オーピー映画）※若妻～の一般公開編集版[14]
- 変態怪談 し放題され放題（2019年8月16日、オーピー映画） - 三沢 役[15] ※8月11日に1日限定先行公開。
- 爛れた関係 猫股のオンナ（2019年9月13日、オーピー映画） ‐ 瀧口 役[16]
- 好き好きエロモード 我慢しないで!（2019年9月20日、オーピー映画） ‐ 中之島高雄 役
- 濡れ絵筆 家庭教師と息子の嫁（2019年9月27日、オーピー映画） - 前川修 役
- 不倫、変態、悶々弔問（2019年10月25日、オーピー映画） - 飯塚みのる 役[17]
- おねだり、たちまち、どスケベ三昧（2019年12月20日、オーピー映画） ‐ 鮫島権造 役[18]
- 痴漢電車 夢見る桃色なすび（2020年1月1日、オーピー映画） - 上司 役（声の出演）
- はめ堕ち淫行 猥褻なきずな（2020年3月6日、オーピー映画） - 三沢 役[19]
- パラダイス・ロスト（2020年3月20日、福間健二監督） - 森ヒラカズ 役
- 名器乱舞 欲情の下半身（2020年7月10日、オーピー映画）[20]
- つれこむ女 したがりぼっち（2020年7月17日、オーピー映画） - ホームレスの男 役[21]
- 花と沼（2020年、オーピー映画）[22]
- 眠れる森のミチコ（2020年、オーピー映画） ‐ 佐久間清 役[23]
- 同棲性活 恥部とあなたと…（2020年11月6日、オーピー映画） - 泰三 役
- 性鬼人間第三号 〜異次元の快楽〜（2020年12月4日、オーピー映画） ‐ スマイル警備の上司 役
- 短篇集 さりゆくもの「ノブ江の痣」（2021年2月20日、ぴんくりんくフイルム）[24]
- 生つば美人妻 妄想で寝取られて（2021年2月21日、竹洞哲也監督、オーピー映画） - 関川 役
- 淫靡な女たち イキたいとこでイク!（2021年4月9日、オーピー映画） - みぎわ店主 役
- 尻肉ライダー ぶっかけて青春!（2021年7月16日、オーピー映画）[25]
- ペッティング・モンスター 快楽喰いまくり（2021年7月30日、オーピー映画） - 三沢 役
- 夜の研修生 彼女の秘めごと（2021年10月8日、オーピー映画） - 駒井吉次 役
  - 海辺の街の約束（2021年11月13日、オーピー映画）※再編集版[26]
- いんらん百物語 喜悦絶叫!（2022年7月29日、オーピー映画） - 三沢 役
- 激怒（2022年8月26日、高橋ヨシキ監督）
- 若熟女と家出娘 たっぷりハメて（2022年10月14日、オーピー映画） - 英二 役
  - たすけびと（2022年12月7日、オーピー映画）※R-15編集版
- かわいいオリカ（2022年12月6日、オーピー映画） - オリカの父 役
- ラストホール（2023年、秋葉美希監督） - 店主（壮介の父） 役[27]
- パーフェクト・キス 濡らしてプレイバック（2023年5月26日、オーピー映画） - 旦那 役
- 誘惑ママさん　レッツラ性春!（2023年7月7日、オーピー映画）[28]
- 美乳若妻と巨乳女将 蕩けるお宿（2023年7月28日、オーピー映画） - 宿の主人 役
  - あなたに会いたくて…（2023年12月6日、オーピー映画）※再編集版
- 誘惑つとめ口 名器のおしごと（2023年9月8日、オーピー映画）[29]
- 変態園芸 股間を耕す女たち（2023年9月29日、オーピー映画） - 岩城陽一 役[30]
  - 此処に花あり（2023年12月4日、オーピー映画）※再編集版
- 職場秘汁 魔性の指使い（2023年10月20日、オーピー映画） - 高城 役
- 恐解釈 花咲か爺さん（2023年11月3日、浦崎恭平監督、オソレゾーン / エクストリーム） - 史上最悪のいじわる爺さん 役[31][32]
- モーテル303（2023年11月29日、オーピー映画） - 最上旭 役
- 日本で一番恐くない間取り（2024年7月5日、鳴瀬聖人監督）[33]
- 鎮魂歌〜たましずめのうた〜（2024年7月12日、松本了監督）[34]
- ヘヴンズ×キャンディ（2024年7月13日、山内大輔監督）[35]
- 異常性欲の夜 うごめく肉唇（2024年8月2日、山内大輔監督）
- 特濃三姉妹 みだれ別荘（2024年10月18日、竹洞哲也監督） - 長田信春 役[36][37]
- 漁師の嫁 天然巨乳快楽漬け（2024年11月1日、山内大輔監督） - 源五郎 役
- エツコ・ブランニュー・デイ（2024年12月5日、小関裕次郎監督） - 無口な喫茶店店主 役[38]
- みゆきの結婚（2024年12月7日、東盛直道監督） - 吾郎 役[39]
- 犬とナマズ THE DOG & THE CATFISH（2024年12月14日、山内大輔監督）[40]
- となりの宇宙人（2025年6月27日、小関裕次郎監督）[41]

### Vシネマ
- 虜 TORIKO（1995年） - ミネクラ商事 課長 堀田昌夫 役
- フルメタル極道（1997年） - ヒットマン 役
- ヤンママ愚連隊（1997年） - ペニーレインの客 役
- 強奸監禁医院（1997年）
- 義母と新妻（1998年）
- 虜 TORIKO 極致的快楽（1998年） - 羽山 役
- 部下の若妻（1998年）
- 監禁遊戯 ダブルフェイク（1998年）
- 潜入！若妻交換パーティー（1999年）
- 錆れた絆（1999年、濱田兼吾監督）
- 銀鮫 銀座金融伝説（1999年、横井健司監督） - 中嶋 役
- パチスロ攻略王 GET LUCK アルゼ・スペシャル（1999年、宮坂武志監督）
- 実録・梁山泊 パチプロ列伝 リーダーと四天王（2000年） - トドロキ 役
- 傷だらけの仁義（2000年、石川均監督） - うどん屋の大将 役
- 喧嘩の極意 突破者番外地（2001年） - 増田 役
- ガードレス 復讐の女暗殺者（2001年、宮坂武志監督）
- 続・広島やくざ戦争 流血!第三次抗争勃発!（2001年） - 尾道 侠義会理事長 塚本柾照 役
- 首領の女1（2002年） - 八栖会若頭 三上 役
- 岸和田少年愚連隊 カオルちゃん最強伝説（2002年 - 2004年）
  - 岸和田少年愚連隊 カオルちゃん最強伝説3 EPISODE-FINAL スタンド・バイ・ミー（2002年） - 森本医師 役
  - 岸和田少年愚連隊 カオルちゃん最強伝説4 番長足球（2003年） - 新地の客 役
  - 岸和田少年愚連隊 カオルちゃん最強伝説5 妖怪地獄（2004年） - 神主 役
- 異常性愛 義母 咲子（2002年）
- 無間地獄 凶悪金融道1（2003年） - 村沢宗一郎 役
- 新任女教師 淫習の里（2003年）
- 新任女教師 青き性の時限爆弾（2004年）
- 愛のめざめ 心うばわれて（2004年）
- 牝牌 欲望の犠牲者（2004年、片岡修二監督）
- お母さんといっしょ 禁じられた母娘関係（2004年、金田敬監督）
- 鉄（くろがね） 極道・高山登久太郎の軌跡（2004年） - 警察署長 役
- マル暴 組織犯罪対策部捜査四課（2005年、OZAWA監督）全5作 - 新宿中央署 本部長 役
- 龍が如く 〜序章〜（2006年） - 児童養護施設「ひまわり」院長 役
- 実録・東声会 初代・町井久之 暗黒の首領（2006年） - 関西弁の社長 役
- ビジネスマン必勝講座 ヤクザに学ぶ指導力 第二話「仕事は自分で切り拓け!」（2007年） - A一家I興業 I組長 役
- ビジネスマン必勝講座 ヤクザに学ぶ経済戦術 実例1「A会B組系列K組東京事務所責任者T組長の交渉戦術」（2007年、山村淳史監督） - O社長 役
- ツインギャング（2007年） - 柏木圭太の義父 役
- 人妻女教師 恥辱の保健室（2007年、金田敬監督）
- 平成清水一家（2007年） - 屋台ラーメンの大将 役
- 大阪やくざ戦争 誤爆の代償（2007年、辻裕之監督） - 山賀組系坂戸組若頭 シマムラ 役
- 組長射殺 〜敵を狩れ〜（2007年） - 町中華の大将 役
- トンパチ（2008年、辻裕之監督）
- 刑務所（ムショ）で泣く奴、笑う奴（2008年、山村淳史監督）
- 修羅の妻たち 鉄砲玉の女（2008年） - サカマキ（赤城組組長の兄弟分）
- 実録・無敵道 完結編（2008年） - 医者 役
- 水谷ケイの平成未亡人下宿 お部屋貸します（2008年、榎本敏郎監督）
- 水谷ケイの平成未亡人下宿 狙われた管理人さん（2009年、榎本敏郎監督）
- 若葉学園 チェリーボーイズ（2009年、城定秀夫監督）
- 隠密くノ一列伝 秘められた女忍び（2009年）
- ヤクザ大辞典（2009年、辻裕之監督） - 南原テツの叔父 役
- 実録・悪漢（2009年） - 長谷組組長 長谷源次 役
- 鳳（2009年） - 十河組組長 十河公政 役
- 死神の刃（2010年、辻裕之監督） - 黒岩組組長 役
- わが凶状半生（2010年）全2作 - カズヤの父親 役
- デコトラ・ギャル瀬菜（2010年） - 繁華街を歩いていた男 役
- 賭博英雄伝カゲジ 〜人生逆転デスゲーム 〜（2010年、奥渉監督）
- ヤンキー女子高生6〜八王子最強伝説〜（2011年、小南敏也監督）
- 禁じられた旋律 -処女にナニが起こったか-（2011年、友松直之監督）[42]
- 略奪マネークラッシュ（2011年） - 取引相手 役
- 極道の紋章 第十六章（2012年） - 関西共友会 京都 門倉組組長 門倉久徳 役
- 本当はエロいグリム童話 RED SWORD（2012年、友松直之監督）[43]
- ヤンキー先生（ティーチャー）（2012年、小南敏也監督）
- 女囚監獄 case真理亜（2012年）
- 六本木ヤンキー戦争（2012年）
- 極道の女（2012年） - 山鹿組組員 熊田 役
- 雀魔（2012年、奥渉監督）
- 首領の道3・4・5（2012年、辻裕之監督） - 狩野組鶴川組組長 ユザワジュンヤ 役
- 人妻熟女の危険な香り（2013年）
- 私立喧嘩バッカ学園（2013年） - 校長 役
- 雀魂（2013年） - 日本村雨流二十三代宗主 村雨元道 役
- 極道刑務所1・2（2014年、仰木豊監督） - 藤村組組長 藤村耕造 役
- 三代目代行（2014年、渋谷正一監督） - 関東黒鉄連合舎弟頭 兵頭組組長 兵頭盈 役
- 極潰し（2014年、浅生マサヒロ監督）
- 桃木屋旅館騒動記（2014年、城定夫監督）
- 極妻任侠学園（2014年、奥渉監督） - 香津美の父 役
- やくざの女3（2015年） - 箕輪会カサハラ組幹部 三田村 役
- 代紋を捨てた男（2015年） - 西山（ヤクザ） 役
- 首領の道Season2 vol.2（2015年） - ヨシノ（錦絲会会長糸田純一郎の兄弟分） 役
- 女子医療刑務所（2015年、柿原利幸監督）
- 制覇2（2015年） - 鵠心会 チバ 役
- 闘牌の天使（2016年） - シラサギ組の会長 役
- ラ・マン VIP専用の女（2016年）
- 極道たちの野望（2016年、宮坂武志監督） - 五十嵐組幹部 下山直助 役
- YOKOHAMA BLACK1・2（2016年） - 相模睦連合会 明神会会長 役
- 女闇金 シリーズ（2016年 - 2018年） - 三沢組組長 役
  - 女闇金-ユリ- 恥辱に悶える夜の花園（2016年）
  - 女闇金-千鶴- 金にまみれたSEX地獄（2017年）
  - 女闇金-マキ- 金とSEXが呼ぶ肉欲煉獄（2018年）
  - 女闇金-千鶴- 完熟 性欲を糧にする美獣の誘惑（2019年）
- 僕だけの先生〜らせんのゆがみ〜（2016年） - 義父 役
- 監獄飼育 凌辱の女囚アリサ（2016年） - ゼネコン会社社長（ミチコの父） 役
- 狂犬と呼ばれた男たち 外道ヤクザ（2017年）
- 制覇11（2017年）- 芳本博一 役
- 溺愛 調教の記憶（2018年）
- 友達のお母さん 魅惑の香り（2019年）
- 組長への道 餓鬼極道2（2019年） - 藤吉（組の金庫番） 役
- CONFLICT 〜最大の抗争〜 外伝 織田征仁1・2（2019年）全2巻 - 三東会若頭 田川組組長 田川康彦 役
- 芸者2 〜GEISHA〜（2019年） - 石田重吉（新太郎の父） 役
- 農家に嫁いだ女 危険な同居愛（2022年3月2日、発売：ブリーズ、販売：アクセルエー）
- やまざきいちもん 〜日本統一〜（2023年） - 有象無象 役

### ウェブドラマ
- ザ・娼年倶楽部4 肉欲遊戯を駆け抜けるオンナの性（2022年3月9日、シネマファスト）[44]
- ザ・娼年倶楽部5 竿師が与える無限の快感と恍惚（2022年3月9日、シネマファスト）[45]
- 時空変態童貞２ このループ、何度ヤッても止められない!（2023年3月3日、シネポップ、シネマファスト）[46]
- 任狭温泉旅館 仁義なき大欲情（2023年7月5日、シネポップ、シネマファスト）[47]
- 御存知！透明人間 人生イッパツ逆転絵巻（2025年6月4日、シネポップ、シネマファスト）[48]

### テレビドラマ
- 俺は鰯-IWASHI-（2003年4月29日、WOWOW）
- QP 第6話 （2011年11月9日、日本テレビ） - シマブクロ（殺し屋） 役
- 水曜ミステリー9 検事・沢木正夫2 公訴取消し（2014年12月24日、テレビ東京） - 森島善三 役
- Iターン（2019年、テレビ東京） - 岩切組組員 伊丹義三 役

## ナレーション

### 映画
- 修羅の花道（2012年）
- 任侠哀歌（2018年）
- 法廷の死神 第1章（2025年）[49]

### Vシネマ
- 岸和田少年愚連隊 カオルちゃん最強伝説 シリーズ（2003年・2007年）
  - 岸和田少年愚連隊 カオルちゃん最強伝説4 番長足球（2003年）
  - 岸和田少年愚連隊 カオルちゃん最強伝説7 女番哀歌（スケバンエレジィ）（2007年）
  - 岸和田少年愚連隊 カオルちゃん最強伝説8 中華街のロミオとジュリエット（2007年）
- 実録・東海道抗争 白と黒（2006年）
- 首領がゆく（2006年）
- 実録・外道の群れ 流血の鎮魂歌（2007年）
- 実録・手打ち破り（2007年）
- 実録・国粋 竜侠（2007年）
- 組長×射殺 首領を撃て！（2007年）
- 組長×射殺 敵（たま）を狩（と）れ（2007年）
- やくざ抗争史 猛友会 西成愚連隊（2008年）
- ツインギャング（2008年）
- 新・首領への道（2008年）
- 侠宴 〜実録・阿形充規の半生〜（2009年）
- 野望への挑戦（2009年）
- ヤクザ大辞典（2009年）
- 実録・悪漢（2009年）全2作
- 九州激動の1520日 新・誠への道（2009年）
- 鳳（2009年 - 2010年）全4作
- 実録・大阪 ミナミの顔（ツラ）（2010年）
- 兄弟の墓場（2010年）
- 裏盃の軍団（2010年）
- 実録・若頭（2010年）
- 殺しの挽歌（2010年）
- 新・日本暴力地帯（2010年）
- 新・野望の軍団（2011年、辻裕之監督）
- 修羅の覇道 完結編（2011年、壺井詠二監督）
- 狼たちの掟（2011年）
- 新宿狼（ウルフ）（2012年、山本芳久監督）
- 西成の顔（つら）（2012年）
- 仁義の聖戦 ジャックナイフ（2012年）
- 不良の神様 瑠璃の鳴く頃に（2012年）
- 凶という名の極道（2012年）
- 仁義の戦い（2012年）
- 修羅の分裂（2012年）
- 日本犯罪史 偽造の快楽（2013年）
- 日本犯罪史 飼育の罠（2013年）
- 日本統一 シリーズ（2013年 - ）
- 日本やくざ抗争史 シリーズ（2014年）
- 三代目代行（2014年）
- 盃外交（2014年、片岡修二監督）
- 尼寺（2014年）
- 新・極道の紋章（2014年）
- 代紋の墓場1 - 6（2015年）
- 仁義なきやくざ（2015年）
- 関東極道連合会3・4・5（2015年）
- 九州極道戦争（2016年）
- 外道憤砕2（2018年）
- GOKU・OH 極王（2019年-2020年）
- キングダム 〜首領になった男〜（2019年）
- 権力の階段 総理への道（2020年）

### オリジナルビデオ
- 地球の裏の歩き方 シリーズ（GPミュージアム）
  - 地球の裏の歩き方 中国編（1999年）
  - 地球の裏の歩き方 タイ・ベトナム編（1999年）
  - 地球の裏の歩き方 韓国編（1999年）
  - 地球の裏の歩き方 ハンガリー編（2000年）

### テレビアニメ
- アキバ冥途戦争（2022年、TOKYO MX）